# Orthosia gothica
Orthosia gothica là một loài bướm đêm trong họ Noctuidae.

## Hình ảnh

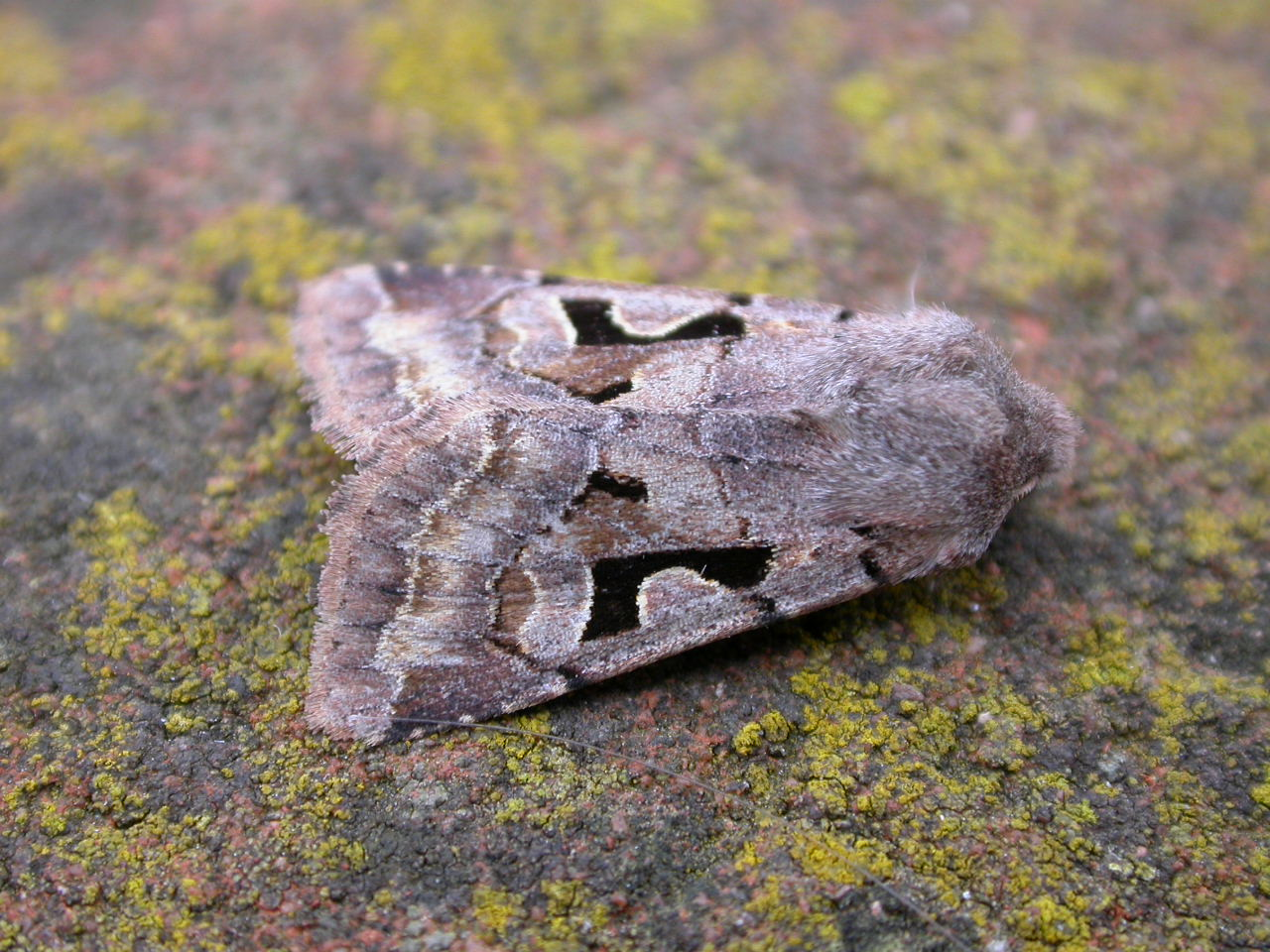
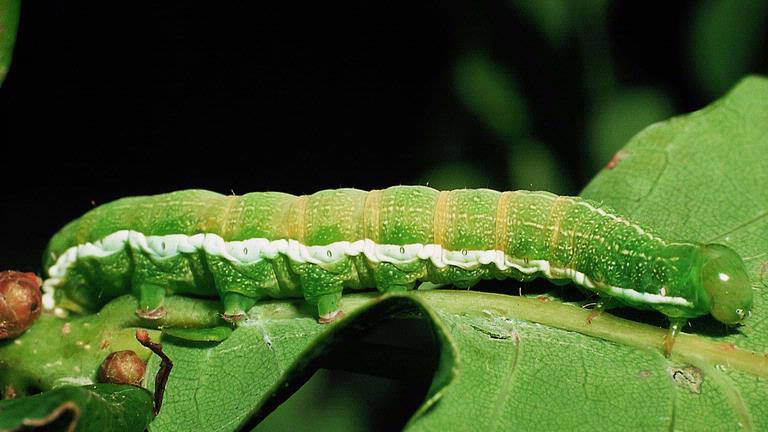
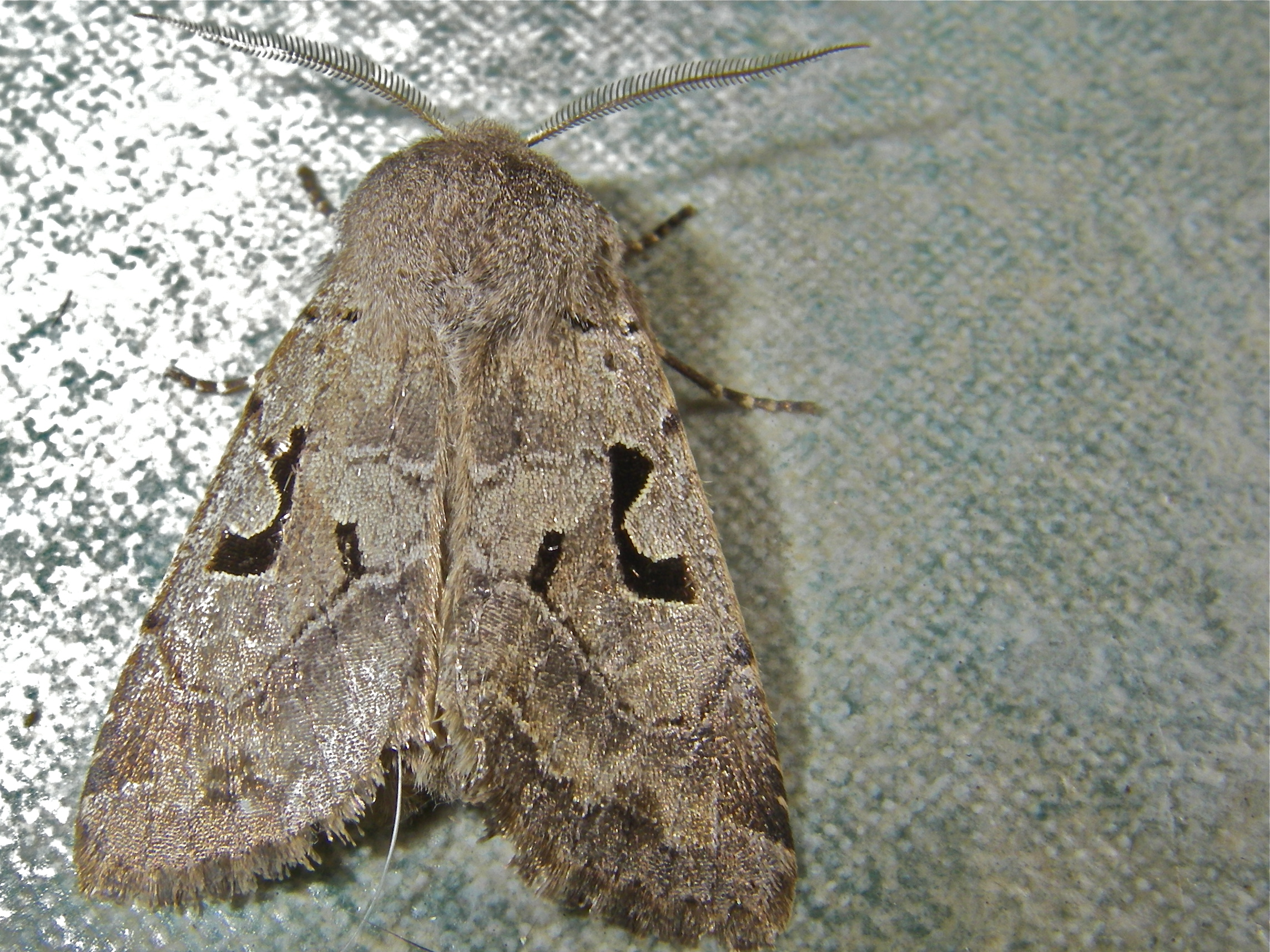
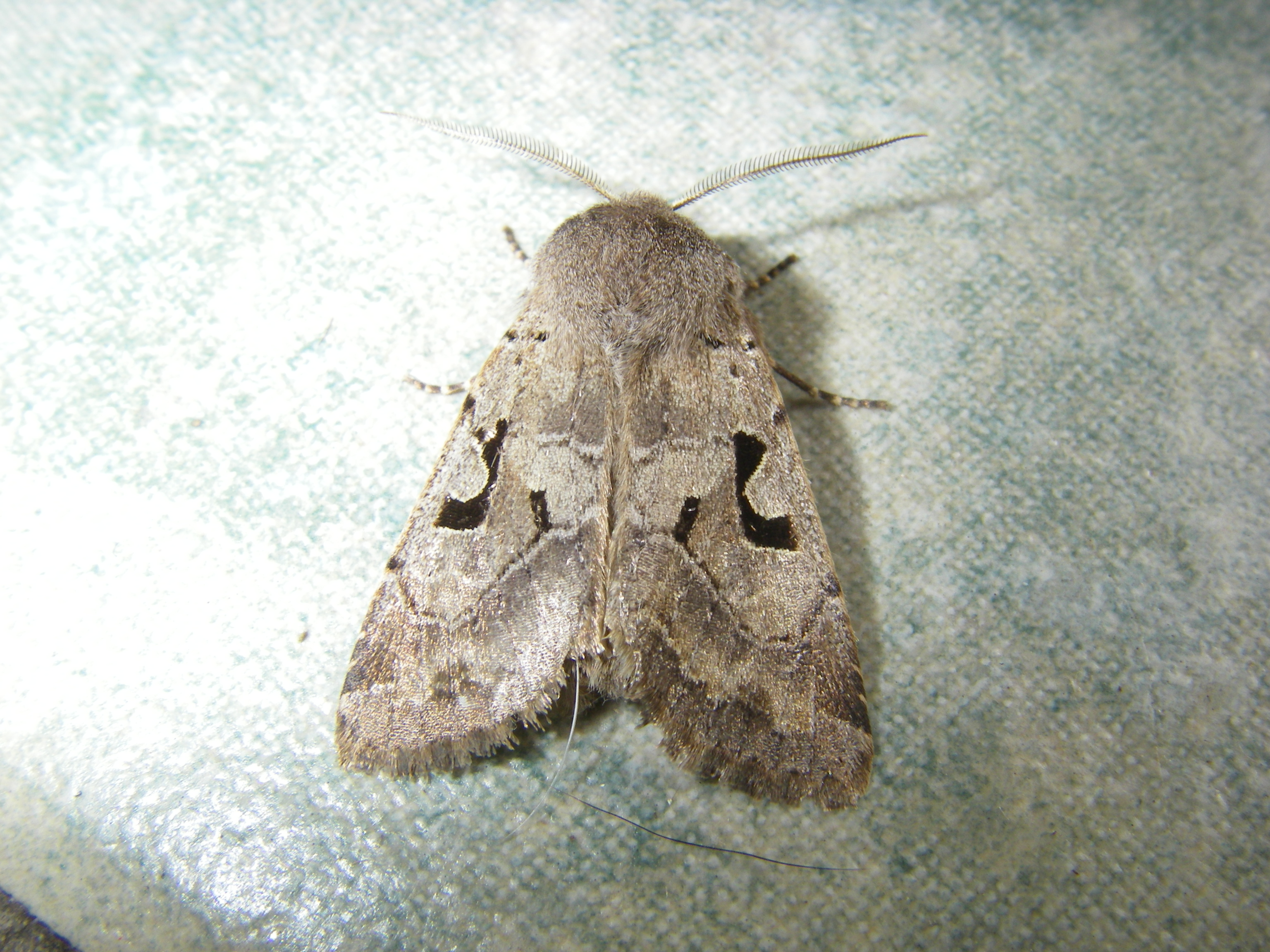